# 橙

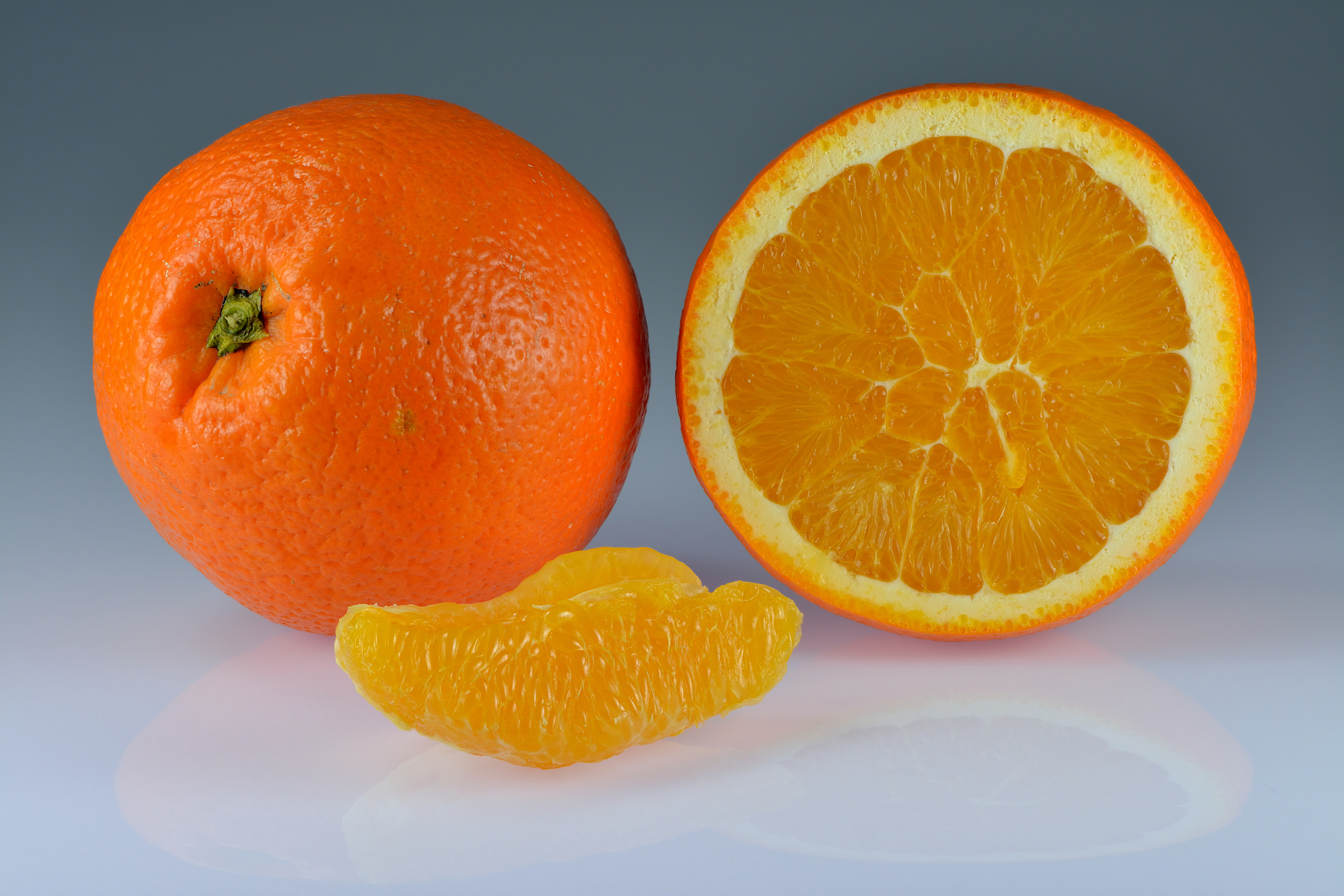
一整个橙，切成一半的橙，和切成一片的橙

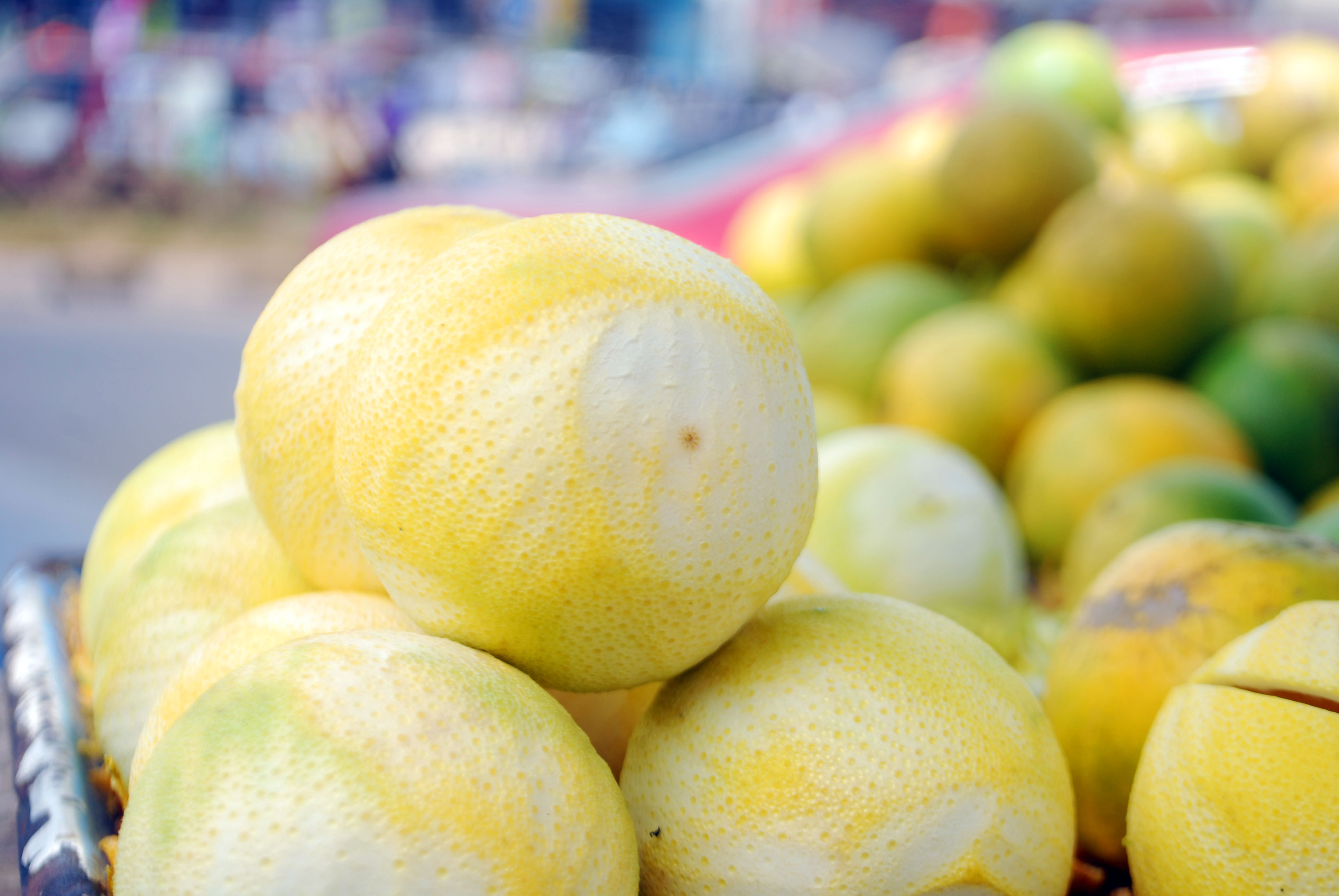
剥了皮的橙

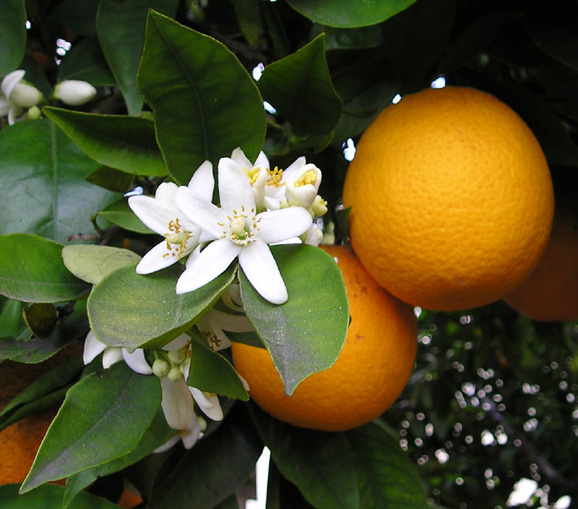
橙树的橙和花

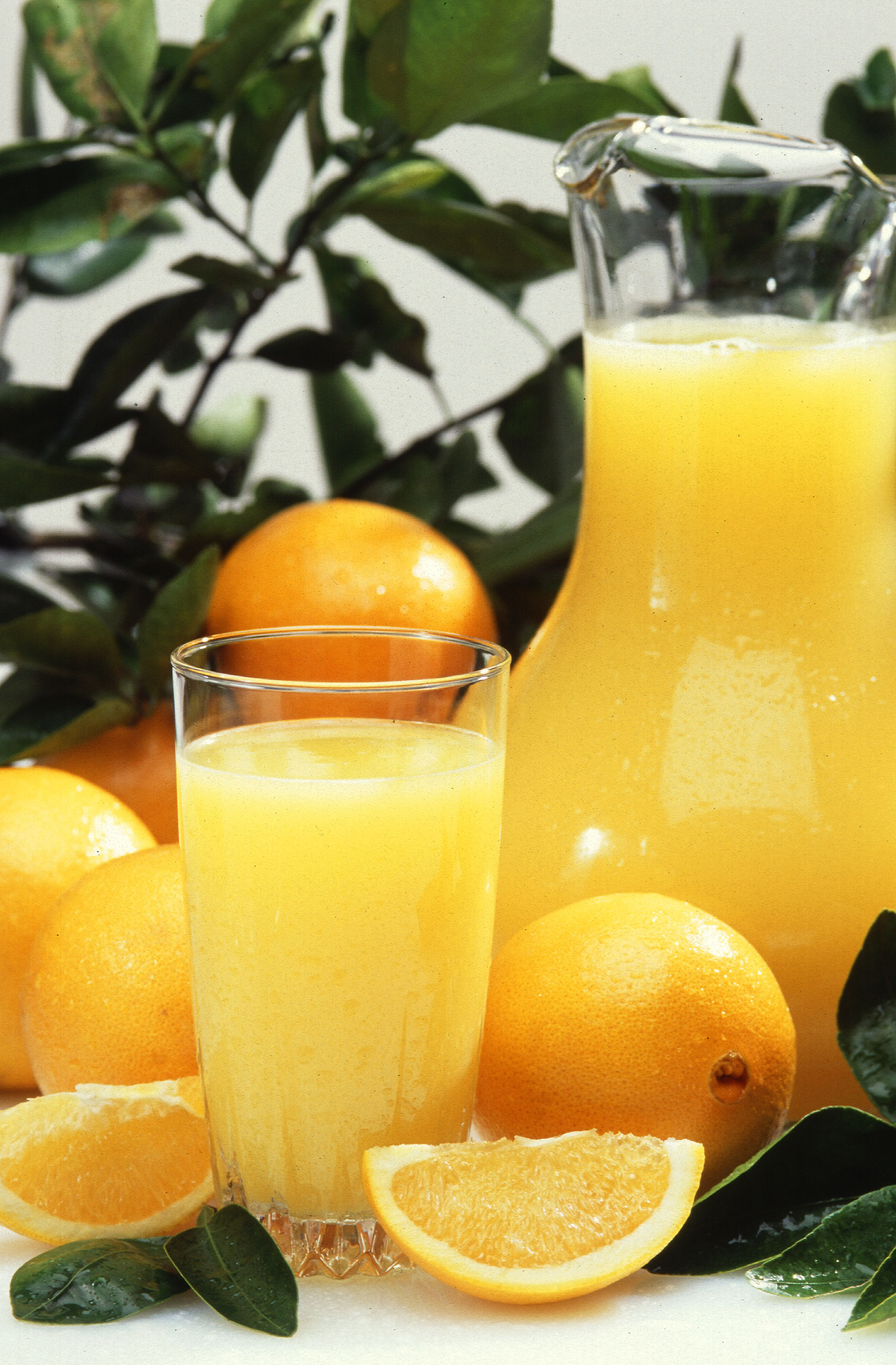
橙和橙汁

橙為多種柑橘属水果的總稱，属于芸香科（参见被称为橙的植物列表），一般多指甜橙（学名：Citrus × sinensis） 。另有苦橙（学名： Citrus × aurantium）。甜橙会进行无性生殖，使得各种甜橙通过突变产生。 
橙是柚子（Citrus maxima）和橘（Citrus reticulata）的杂交种。橙的叶绿体基因组，也就是母系是柚。甜橙有自己的完整基因组测序。
橙起源于中国南方、印度东北部和缅甸地区。在公元前314年，中国文献最先描述了甜橙。截至1987年，人们发现橙树是世界上最多的耕作果树。橙树大量生长于热带和亚热带地区，以生成橙。橙树的果实，也就是橙可以直接生吃，或是榨成橙汁和有香气的橙皮的来源。截至2012年，甜橙约占柑橘属产量的70％。
在 2017年，全球一共生长了7300万吨的橙，其中巴西就生长了其中的24% ，紧接着的是中国和印度。
橙内含十分丰富的维生素C，因此在大航海時代，葡萄牙、西班牙和荷蘭的水手在貿易路線上種植柑橘樹以預防壞血病。

## 历史

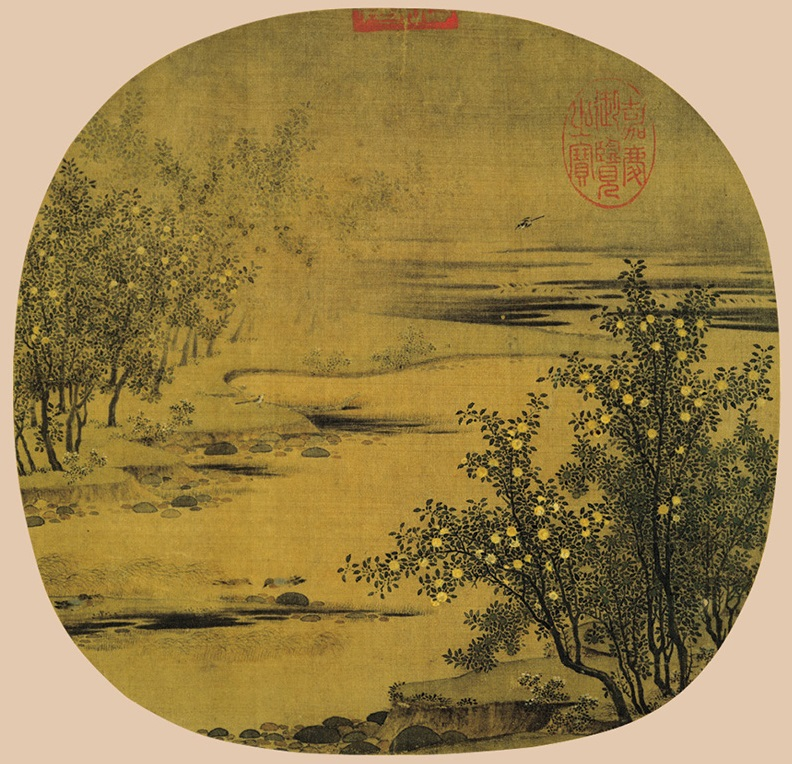
《橙黄橘绿》，作者为赵令穰，是宋朝的扇子画，目前位于NPM。

甜橙不是一种野果，归因于不纯的橘子与杂种柚之间的杂交，而杂种柚具有大量柑的基因。由于其叶绿体DNA是柚子的叶绿体DNA，因此它可能是杂种柚子。它也许是BC1柚子回交的产物，是第一个橙的母本。   根据基因组分析，甜橙中祖先物种的相对比例约为42％的柚子和58％的柑。   甜橙的所有变种都来自这个原始的杂交品种，仅在农业繁殖过程中选择的突变有所不同。   甜橙的起源与苦橙的起源截然不同，苦橙是由纯橘子和柚子亲本杂交而成的，也许它是在野生环境中独立产生的。   最早描述甜橙的中国文献来自公元前 314 年。
在欧洲，摩尔人将橙引入伊比利亚半岛（当时的安达卢斯），从10世纪开始大规模种植。这一点已通过专门用于种植橙果园的复杂灌溉技术得到证明。 
柑橘类水果-其中包括苦橙-在西西里酋长国时期于9世纪引入西西里岛，但是直到15世纪末或16世纪初，甜橙才广为人知。这时是意大利和葡萄牙商人将橘子树带入地中海地区的时候。  此后不久，甜橙迅速被用作可食用的水果。它也被认为是奢侈品，有钱人会在私人音乐学校种橘子，称为orangerie。1646年，甜橙在整个欧洲广为人知。  法国的路易十四非常喜欢橘子树，并在凡尔赛宫建造了最宏伟的凡尔赛宫橘子室。  在凡尔赛宫，宫殿的整个房间都摆放着用实心银盆栽栽种的橘子树，而橘园则允许全年种植这种水果，以供宫廷使用。 1664年，路易十四谴责其财政部长尼古拉斯·富凯时，他没收的部分宝藏是位于子爵城堡的富凯庄园的一千多棵橘树。 